# Emma Mogensen
Emma Kjærgaard Mogensen (* 24. September 1994) ist eine dänische Handballspielerin, die dem Kader der dänischen Beachhandballnationalmannschaft angehört.

## Karriere
Mogensen begann das Handballspielen beim dänischen Verein HEI. Ab 2011 lief die Rückraumspielerin für den Erstligisten SK Aarhus auf. Nachdem sich SK Aarhus 2017 vom Spielbetrieb zurückgezogen hatte, schloss sie sich dem Lizenznachfolger Aarhus United an.
Mogensen lief insgesamt 10-mal für die dänische U20-Nationalmannschaft auf. Am 9. Juli 2013 bestritt Mogensen ihr Debüt für die dänische Beachhandballnationalmannschaft. Bislang absolvierte Mogensen 49 Länderspiele, in denen sie 35 Punkte erzielte. Mit Dänemark gewann sie bei der Beachhandball-Europameisterschaft 2013 die Silbermedaille, bei der EM 2019 die Goldmedaille sowie bei der EM 2021 die Silbermedaille. Bei der Beachhandball-Weltmeisterschaft 2022 belegte sie mit der dänischen Auswahl den fünften Platz. Mogensen erzielte im Turnierverlauf sechs Punkte.